# Leandro Arellano
Leandro Arellano (Guanajuato, 1952) es un escritor y diplomático mexicano. 
Ha escrito el libro de relatos Guerra privada (Editorial Verbum, Madrid, 2007), Los pasos del cielo (Ediciones del ermitaño, México, 2008), en el que reúne ensayos cortos, notas y artículos sobre ciudades, viajes, escritores y otras personalidades históricas y literarias. Paisaje oriental (Editorial Delgado, El Salvador, 2012) contiene reflexiones y experiencias del autor sobre el Asia oriental.  En su más reciente libro, Las horas situadas (Monte Ávila Editores, Caracas, 2015), reúne ensayos cortos, artículos, viñetas, notas y estudios sobre varios temas.  
Algunos de sus cuentos han sido traducidos al rumano y al coreano.  
Ha traducido cuentos de Raymond Carver, John Cheever, W. Somerset Maugham y Guy de Mauppassant. 
Contribuye regularmente en el suplemento cultural La Jornada Semanal y en otras publicaciones. 
Como miembro del Servicio Diplomático de su país, ha residido en Viena, Londres, Nueva York, Nairobi, Bucarest, Seúl, y San Salvador.  Actualmente es Embajador de México en Venezuela. 

## Obras
- Guerra privada,  Editorial Verbum, Madrid, 2007
- Los pasos del cielo, Ediciones del Ermitaño, México, 2008.
- Paisaje oriental, Editorial Delgado, El Salvador, 2012.
- Las horas situadas, Monte Ávila Editores, Venezuela, 2015.

## Premios y distinciones
- Condecoración de la Orden Nacional José Matías Delgado, en grado de Gran Cruz Placa de Plata, República de El Salvador[3]
- Condecoración de la Orden del Mérito del Servicio Diplomático, en grado de Banda, República de Corea[4]